# 原爆資料館停留場
原爆資料館停留場（げんばくしりょうかんていりゅうじょう、原爆資料館電停）とは、長崎県長崎市川口町にある長崎電気軌道本線の停留場である。駅番号は20。
1号・2号・3号各系統が停車する。

## 歴史
当停留場は1920年（大正9年）の路線延伸に合わせて開業した停留場である。当初は浜口停留場（はまぐちていりゅうじょう）と称していた。その後浜口町停留場（はまぐちまちていりゅうじょう）に改称、その時期は大正末または昭和初めごろとされる。
当停留場の開業とともに開通した区間は当初専用軌道で、浦上駅前から当停留場までは東寄りに迂回し住宅の裏を抜けるルートをとっていた。しかし1945年（昭和20年）8月9日の原爆投下により長崎電軌の路線は全線不通となる。当停留場を含む区間が復旧したのは1947年（昭和22年）、このとき浦上駅前から当停留場までは都市計画に基づいて直線で結ばれることとなり、旧線は廃止された。
1990年（平成2年）には平和公園停留場寄りすぐのところに長崎西洋館が開館。敷地を本線の軌道が横切り、建物の中を路面電車がくぐるという特異な光景が誕生した。当初は建物の中に停留場を設ける計画もあったが実現はしていない。原爆資料館停留場に改称したのは2018年（平成30年）のことである。

### 年表
- 1920年（大正9年）7月9日：浜口停留場として開業[2]。
- 時期不詳：浜口町停留場に改称[2][3]。
- 1945年（昭和20年）8月9日：原爆投下により不通[12]。
- 1947年（昭和22年）5月16日：浦上駅前から大橋まで復旧、旧線を廃止[2][12]。
- 1988年（昭和63年）6月10日：下の川から当停留場までの区間で線路を移設[13]。
- 1990年（平成2年）11月30日：長崎西洋館がオープン[14]。
- 2000年（平成12年）7月14日：停留場の拡幅工事が竣工[15]。
- 2002年（平成14年）11月1日：下り長崎駅前方面ホームに案内放送装置を設置[16]。
- 2006年（平成18年）10月15日：構内の軌道の芝生緑化が完了[17]。
- 2018年（平成30年）8月1日：原爆資料館停留場に改称[11][18]。

## 構造
原爆資料館停留場は専用軌道区間にあり、軌道は道路から独立している。ただし長崎駅前方面は当停留場を出るとすぐに右へ曲がって国道206号と合流し、併用軌道となる。ホームは2面あり、南北方向に通じる2本の線路を挟んで向かい合う（相対式ホーム）。線路の東側が長崎駅前方面行きのホーム、西側が赤迫方面行きのホーム。戦前は赤迫方面行きのホームが道路を渡った先にあり、両ホームは離れていた。
長崎駅前方面のホームには日本語と英語による駅自動放送が流れる。国道との合流地点で軌道は国道の歩道を横切っているため、電車の通過を歩行者に警告する赤色灯とスピーカーが停留場の屋根の端に取り付けられている。
停留場は1990年の長崎西洋館開館を受けて西洋風に装いを改めた。また2006年には構内の軌道に芝生を植えて緑化されている。長崎電気軌道での軌道緑化は当停留場が初めて。

## 利用状況
長崎電軌の調査によると1日の乗降客数は以下の通り。
- 1998年 - 3,458人[3]
- 2015年 - 2,100人[23]

## バス路線
県営バス・長崎バス 原爆資料館バス停
- 元は電停同様「浜口町」バス停だったが、2024年（令和6年）4月1日に両社局とも改称した。

## 周辺

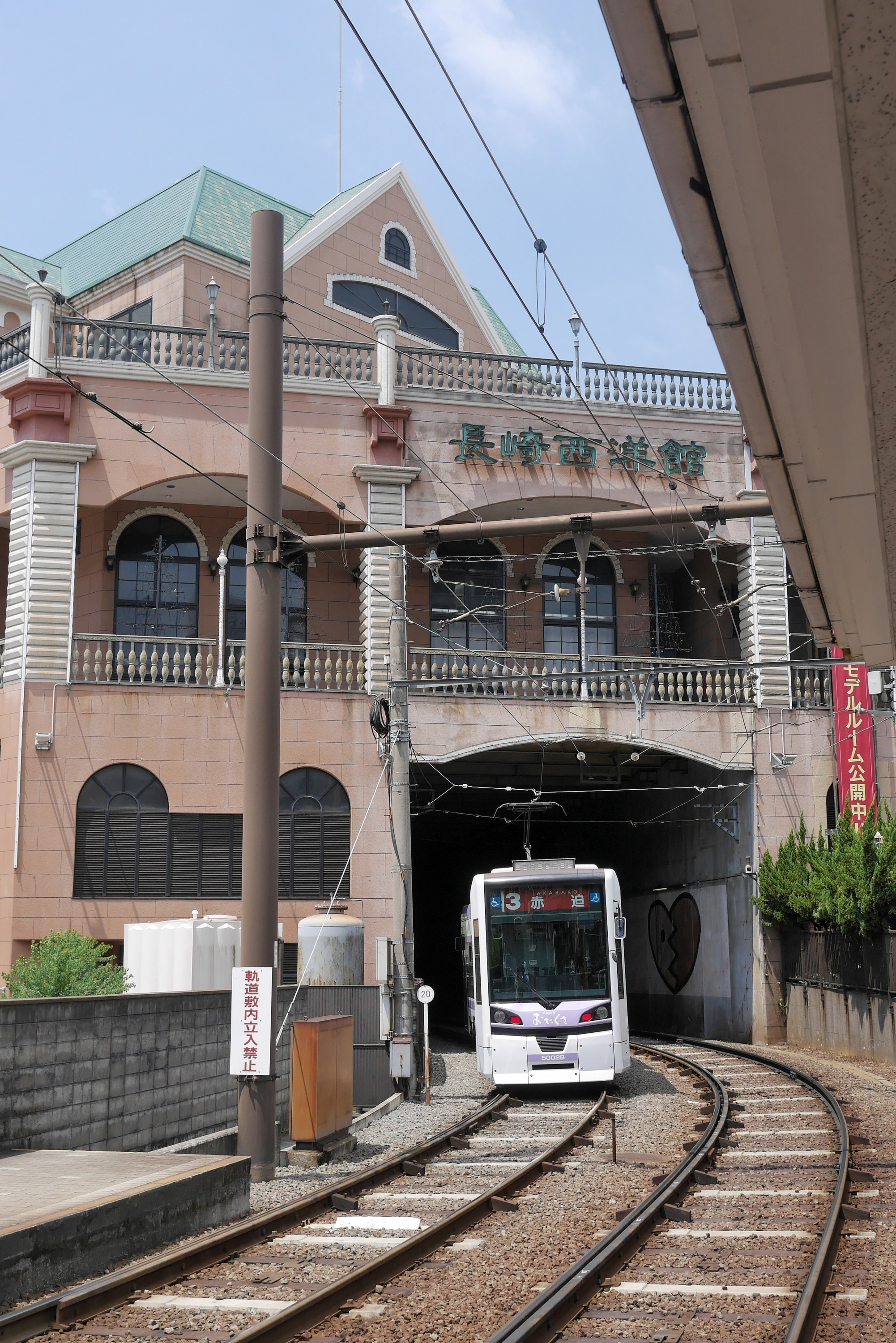
当停留場を出発後、長崎西洋館に設けられたトンネルに侵入する5000形電車

停留場のすぐそばに複合商業施設の長崎西洋館があり、隣の平和公園停留場との間で本線の軌道は建物の中をトンネル（西洋館トンネル）にてくぐり抜ける。なお、長崎西洋館は2023年5月31日に閉館した。長崎電気軌道は土地建物の売却も検討しているが、建物内を通過する路面電車の軌道変更の予定はないとしている（建物の取り壊しや改装をする場合には安全運行の維持が前提となるとしている）。
停留場の旧称は浜口町であったが所在地は川口町。浜口町の町域は国道206号を挟んで向かい側に広がる。
- 長崎原爆資料館
- 国立長崎原爆死没者追悼平和祈念館
- 長崎市平和会館
- 長崎市歴史民俗資料館
- 長崎大学医学部・歯学部・附属病院
- 浜口町商店街
- プラッとモール長崎
  - エレナ プラっとモール長崎店

## 隣の停留場
長崎電気軌道
本線
平和公園停留場 (19) - 原爆資料館停留場 (20) - 大学病院停留場 (21)